# Unnur Birna Vilhjálmsdóttir
Unnur Birna Vilhjálmsdóttir (født 25. maj 1984 i Reykjavik, Island) er en islandsk fotomodel. Den 10. december 2005 blev hun Miss World i Sanya i Kina.

## Ekstern henvisning
- Unnur Birna Vilhjálmsdóttir billedgalleri